# Trụ sở Ủy ban nhân dân Thành phố Hồ Chí Minh
Trụ sở Ủy ban nhân dân Thành phố Hồ Chí Minh là một trong những công trình kiến trúc cổ điển ở Thành phố Hồ Chí Minh, được xây dựng từ năm 1898 đến 1908, khánh thành năm 1909. Thời Pháp thuộc, tòa nhà này có tên là Hôtel de ville trong tiếng Pháp hay Dinh xã Tây trong tiếng Việt. Đến thời Việt Nam Cộng hòa, nó được gọi là Tòa đô chánh Sài Gòn vì là nơi làm việc và hội họp của chính quyền thủ đô. Từ sau ngày Việt Nam thống nhất đến nay, tòa nhà là nơi làm việc của Ủy ban nhân dân Thành phố Hồ Chí Minh, Hội đồng nhân dân Thành phố Hồ Chí Minh và một số cơ quan khác.
Địa chỉ hiện nay là số 86 đường Lê Thánh Tôn, phường Sài Gòn, nằm ngay đầu đường Nguyễn Huệ hướng ra sông Sài Gòn. Năm 2020, tòa nhà này đã được Bộ trưởng Bộ Văn hóa, Thể thao và Du lịch xếp hạng là di tích kiến trúc nghệ thuật cấp quốc gia. Hiện cũng có phương án thiết kế tòa nhà mới của Trụ sở Ủy ban nhân dân Thành phố. Dịp lễ 30 tháng 4 năm 2023, Trụ sở Ủy ban lần đầu tiên cho phép đón khách tham quan. Trước đó, du khách trong và ngoài nước chỉ được đứng quan sát và chụp hình từ bên ngoài.

## Kiến trúc

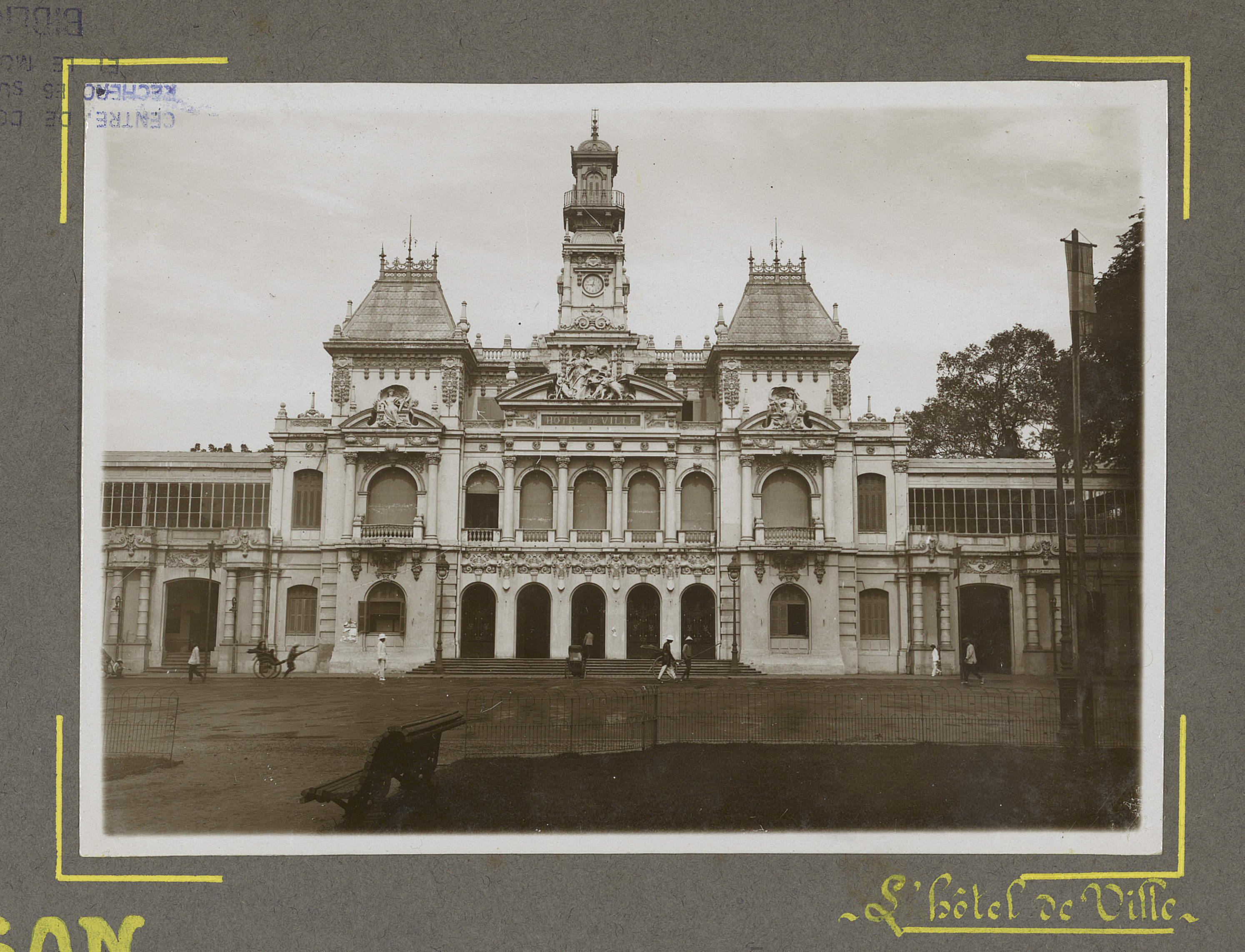
Dinh xã Tây thời Pháp thuộc

Công trình này do kiến trúc sư Fernand Gardè thiết kế, mô phỏng từ Tòa thị chính Paris theo kiểu những lầu chuông ở miền Bắc nước Pháp, với phần chính giữa là tháp nhọn nhô cao, 2 bên có 2 tầng mái đăng đối, bên trái và bên phải tòa nhà thấp hơn so với các phần còn lại. Phía trên tòa nhà có treo Quốc kỳ Việt Nam. Phía dưới tòa nhà có tầng hầm.
Lúc mới xây dựng, tòa nhà chỉ gồm 1 khối sảnh với tháp đồng hồ nhô cao ở giữa và 2 khối nhà 1 tầng ở 2 bên khối sảnh. Khoảng thập niên 1940, 2 khối nhà 1 tầng này đã được xây thêm tầng lầu. Trên đỉnh tháp treo lá quốc kỳ, phía dưới có chiếc đồng hồ tròn. Thiết kế mặt đứng công trình có sự pha trộn phong cách kiến trúc Baroque, trang trí kiểu Rococo, cửa sắt kiểu Art Nouveau... Hàng cột tròn theo thức cột Korinthos chống đỡ phần trung tâm của tầng lầu, được xen kẽ với các cửa vòm, tạo sự thông thoáng, mềm mại cho tòa nhà. Trục trung tâm của tòa nhà nổi bật với cách trang trí dày đặc những tràng hoa tròn, lá cây lan Tây, phù điêu mặt người, mặt sư tử trên tháp, các cột chống đỡ dưới ban công...
Chính giữa tháp đắp phù điêu hình 1 nữ thần, và 2 thiên thần nhỏ đang chế ngự các con thú. Trên mặt chính mỗi tầng tháp đắp tượng 2 nữ thần tay cầm thanh kiếm, chung quanh là những sản vật địa phương.  Bộ ba phù điêu này (giữa, trái, phải) là hình tượng nhân cách hóa quốc gia về Nữ thần Marianne - được coi là hiện thân cho nước Pháp, biểu hiện cho những giá trị tự do, bình đẳng, bác ái.

Cổng chính hình vòm với 5 cổng rộng, liên tiếp nhau cũng được trang trí khá cầu kỳ với những dây hoa, lá... Các cổng đều được làm bằng sắt và được uốn lượn hoa văn đẹp mắt. Cổng phụ ở mặt tiền là lối cho xe hơi chạy thẳng vào sân trong tòa nhà. 1 cổng phụ khác có địa chỉ 86B Lê Thánh Tôn là cổng đi của Sở Nội vụ. Các mô – tip trang trí trên cổng phụ khá đơn giản với những tràng hoa cách điệu.

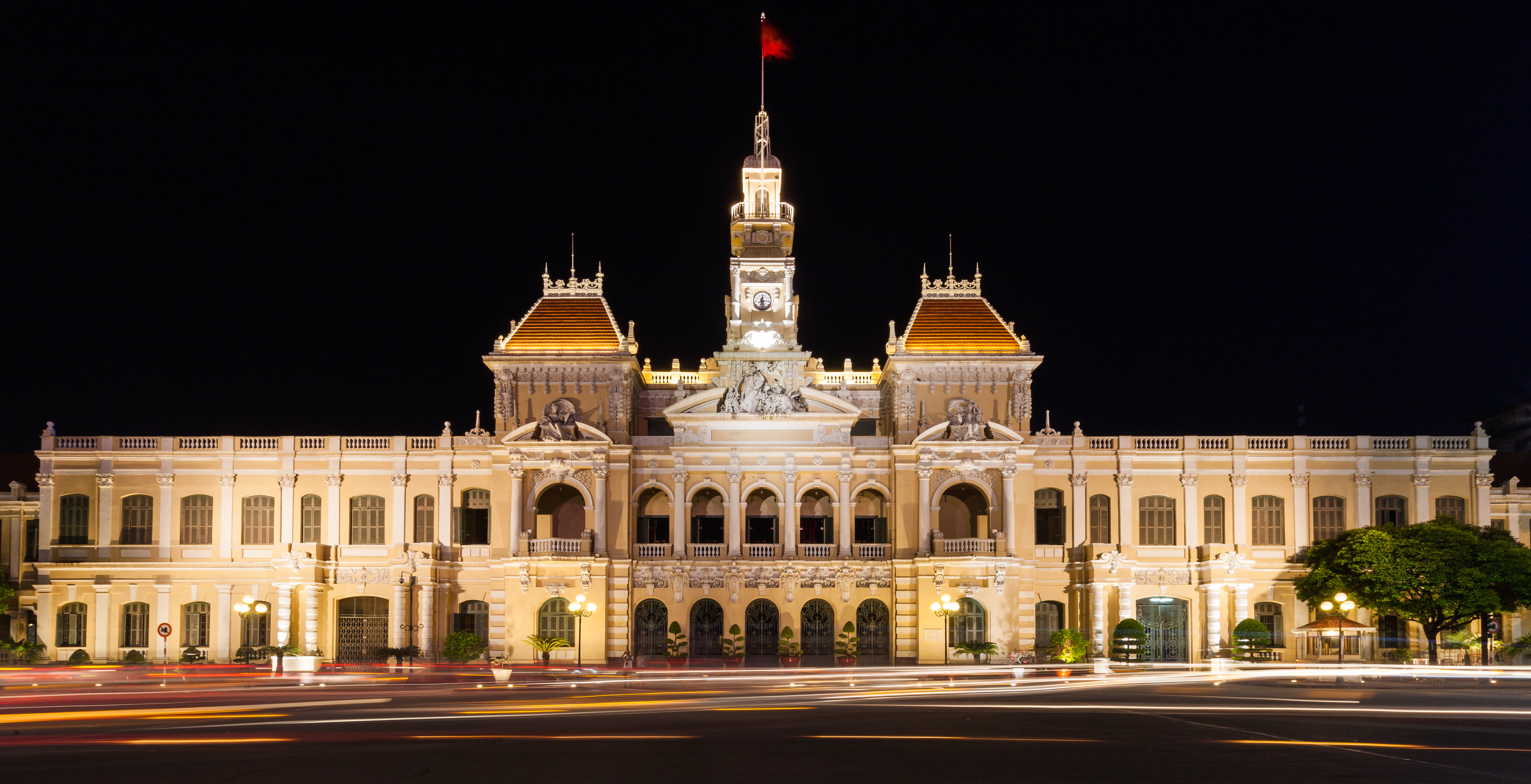
Trụ sở vào ban đêm

Từ cổng chính dẫn vào sảnh lớn giữa tầng trệt, hướng thẳng đến cầu thang dẫn lên lầu 1. Trên mảng tường chỗ chiếu nghỉ của cầu thang là phù điêu 2 hài đồng cầm tấm huy hiệu của Thành phố Sài Gòn. Trên tường và trần nội thất được bao phủ bởi những mẫu hình nghệ thuật thay đổi qua từng phòng và những vòng hoa, lá lan Tây, lá laurier theo phong cách Louis XV, những kết cấu hình học, kính màu...
Năm 1966, 3 dãy nhà 4 tầng được xây thêm phía sau tòa nhà cổ, hiện là nơi làm việc của các phòng, ban thuộc Ủy ban nhân dân Thành phố và trụ sở của Sở Nội vụ.
Tòa nhà đã nhiều lần được trùng tu, nâng cấp, tôn tạo cảnh quan, mở rộng cơ sở vật chất. Năm 1990, 1 khu nhà 2 tầng được xây thêm phía bên trái tòa nhà cổ, là nơi tổ bảo vệ kiểm tra khách ra vào, phòng làm việc. Năm 1998, xây thêm 1 khu nhà 2 tầng dọc theo ranh đất khuôn viên trụ sở ở phía đường Pasteur. Những năm 1990, nhiều trụ đèn được lắp đặt để chiếu sáng bên ngoài tòa nhà. Năm 2005, các chuyên gia ánh sáng của Thành phố Lyon (Pháp) đã thiết kế và lắp đặt hệ thống chiếu sáng nghệ thuật cho tòa nhà. Năm 2016 và năm 2017, tòa nhà cho xây thêm lối lên xuống hầm cho xe hơi và xe máy từ Đường Đồng Khởi, và phía bên trên là 1 công viên nội bộ.

Tại vườn hoa trước Trụ sở Ủy ban nhân dân thành phố Hồ Chí Minh có dựng bia lưu niệm sự kiện ngày 25 tháng 8 năm 1945, ngày ra mắt Ủy ban Hành chính Lâm thời Nam Bộ.

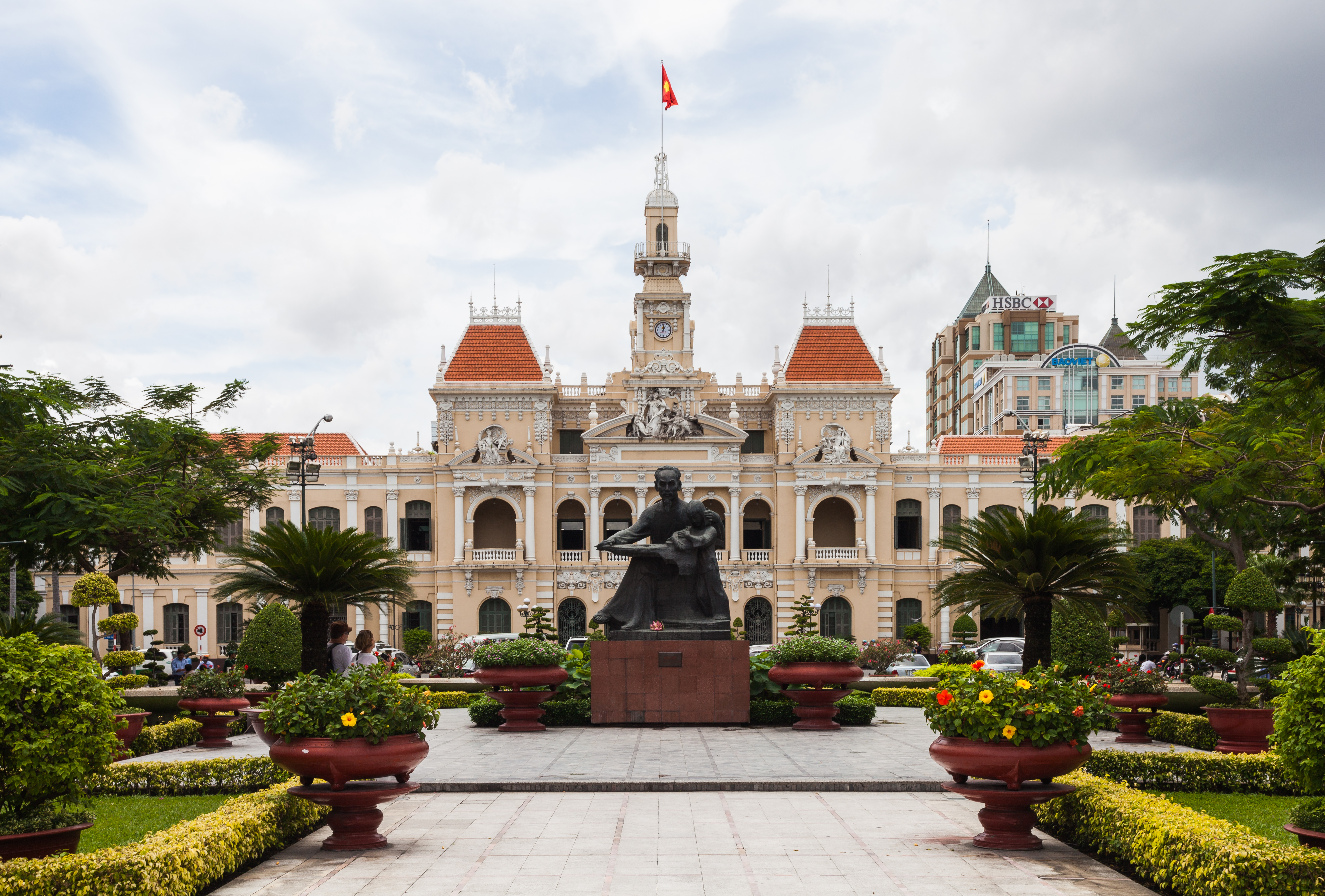
Tượng Hồ Chí Minh với thiếu nhi trước trụ sở (cho đến năm 2015)
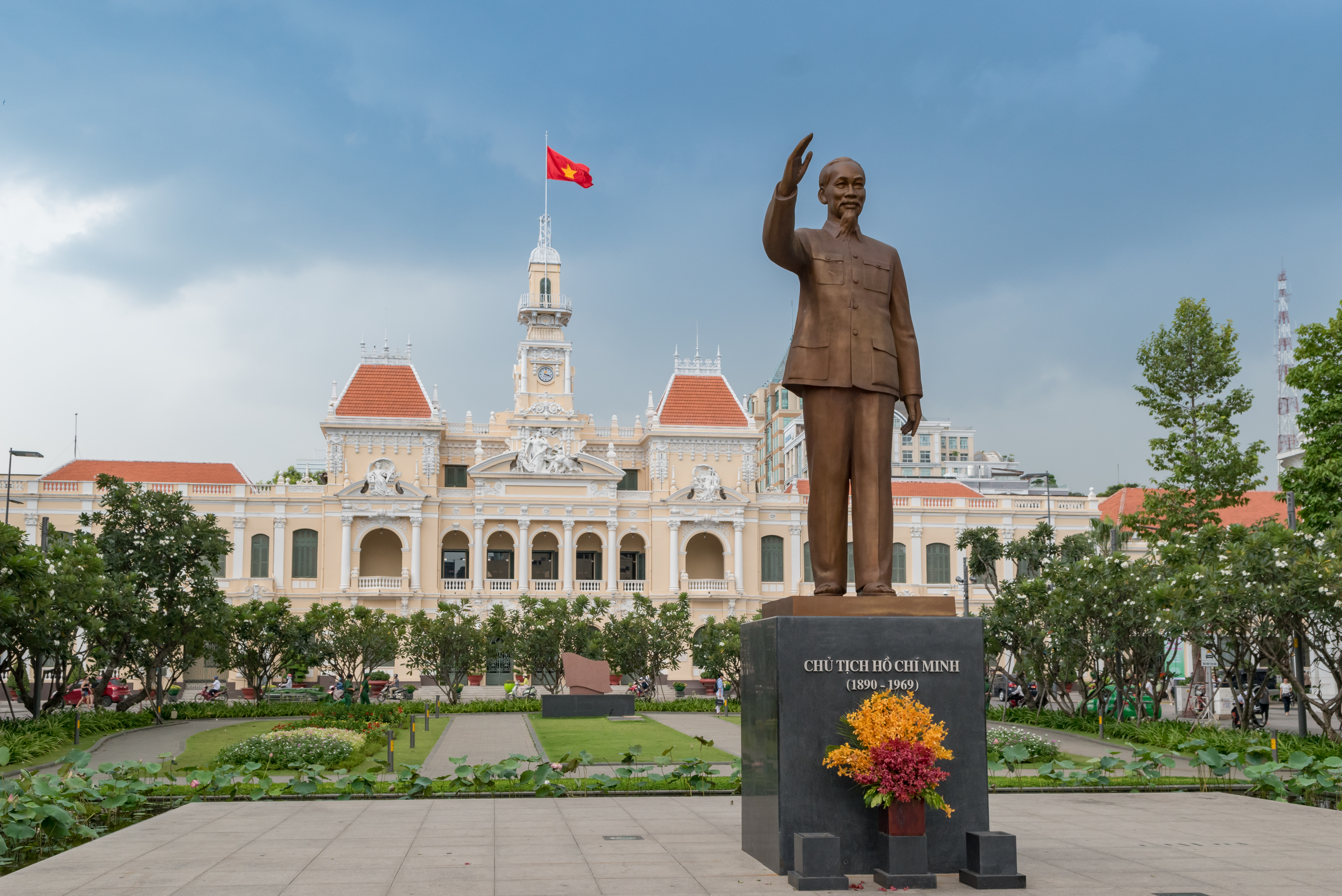
Tượng Hồ Chí Minh  mới được khánh thành năm 2015
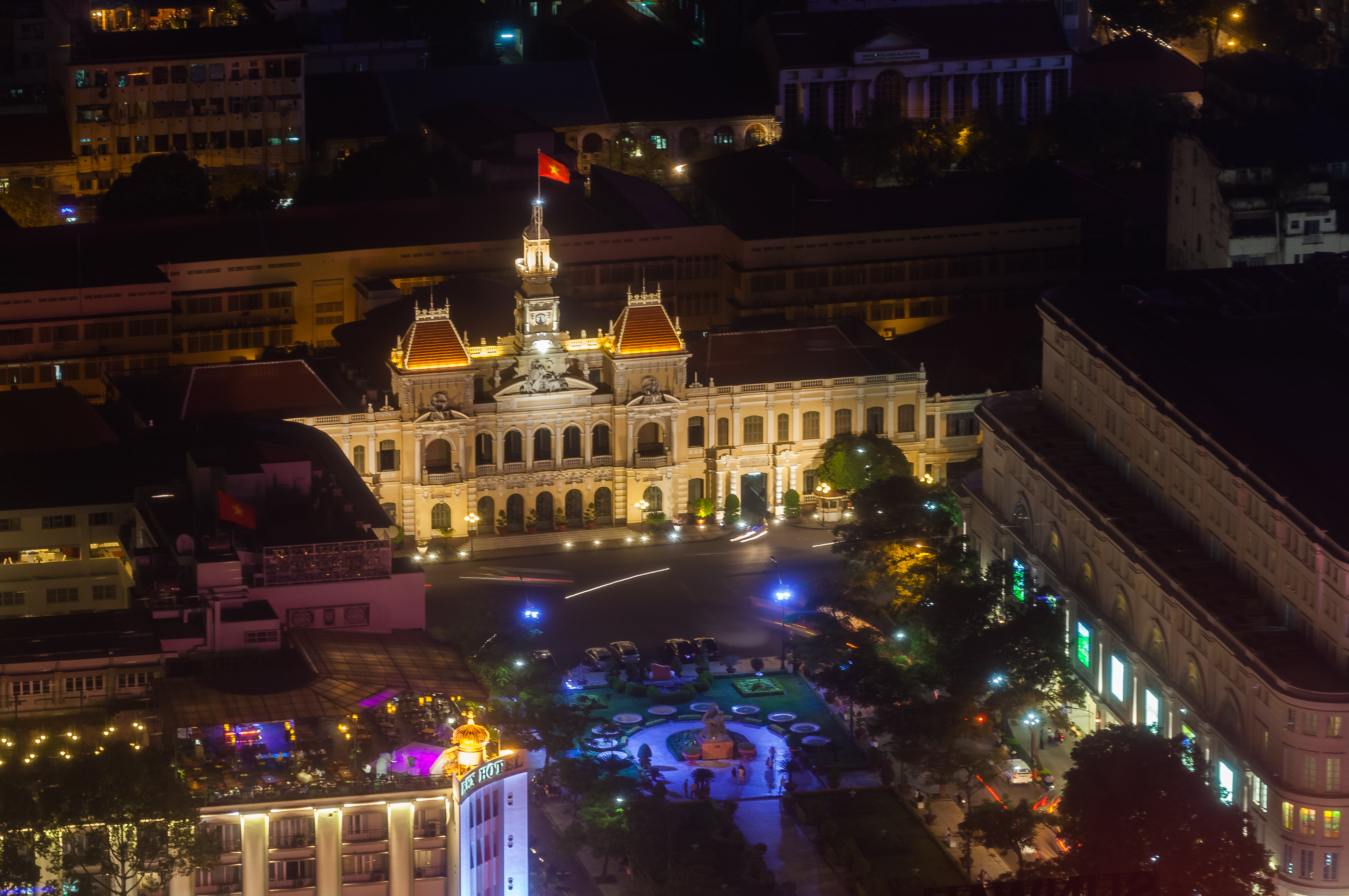
Trụ sở với phố đi bộ Nguyễn Huệ từ trên cao
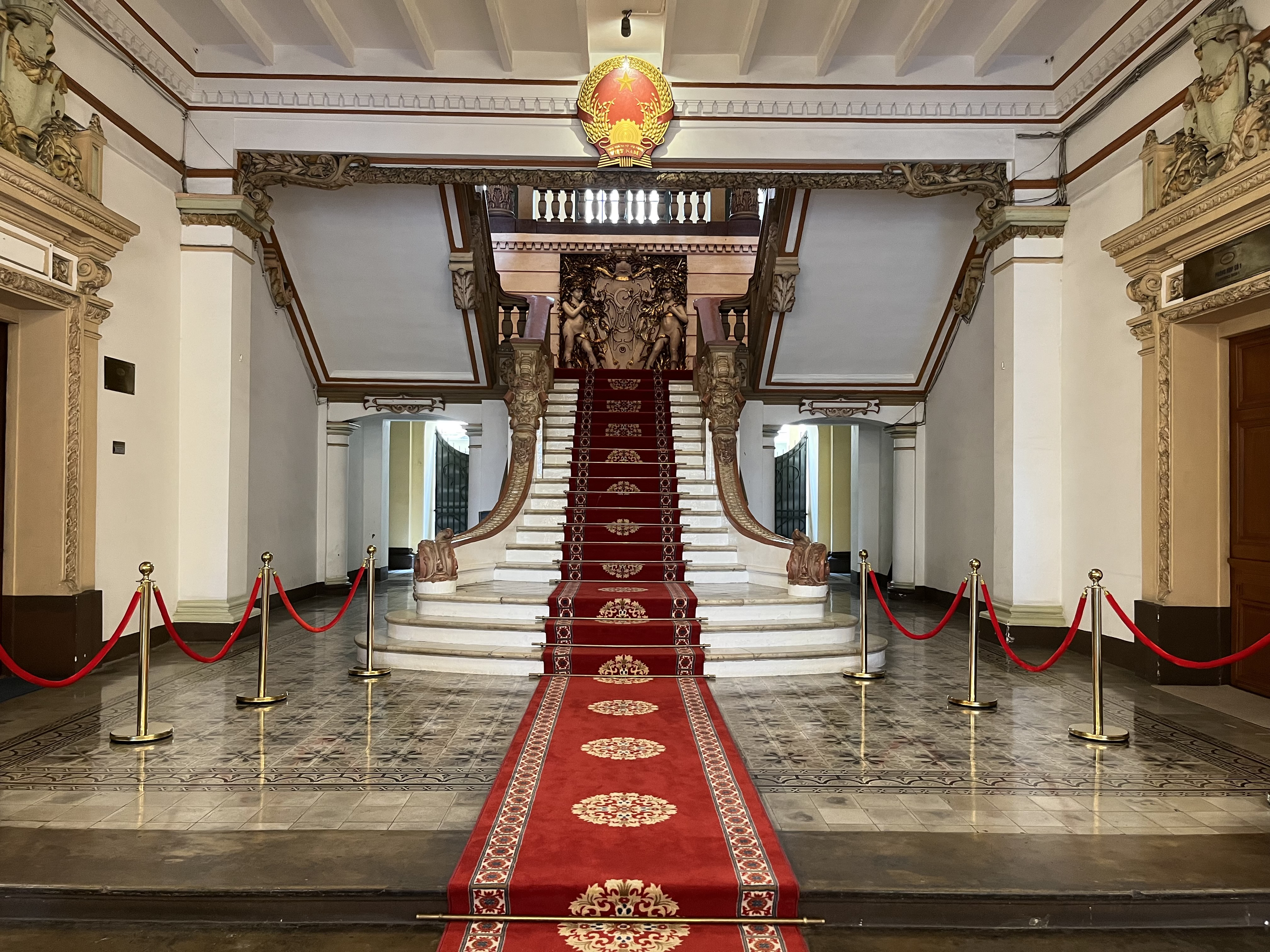
Khu vực sảnh chính bên trong trụ sở